# Miss Dakota du Nord USA
Miss Dakota du Nord USA (en anglais : Miss North Dakota USA) est un concours de beauté féminin, pour les jeunes femmes vivant dans l’État du Dakota du Nord, qualificatif à l’élection de Miss USA. Aucune Miss Dakota du Nord USA n’a remporté le titre de Miss USA à ce jour.
Le meilleur résultat date de 2014 et 2021, avec Audra Mari 1re dauphine de Miss USA 2014 et Caitlyn Vogel 1re dauphine de Miss USA 2021.

## Lauréates
| Année | Nom                   | Domicile          | Age[A]          | Classement à Miss USA | Notes |                                                                                      |
| ----- | --------------------- | ----------------- | --------------- | --------------------- | --- | ------------------------------------------------------------------------------------ |
| 1952  | Gloria Rowe           |                   |                 |                       | |                                                                                      |
| 1953  | Marilyn Caufield      |                   |                 |                       | |                                                                                      |
| 1954  | Jane Hewitt           |                   |                 |                       | |                                                                                      |
| 1955  | Joan Smith            |                   |                 |                       | |                                                                                      |
| 1956  | Mary Harroun          |                   |                 |                       | |                                                                                      |
| 1957  | Anne-Marit Studness   |                   |                 |                       | |                                                                                      |
| 1958  | Diana Spidahl         |                   |                 |                       | |                                                                                      |
| 1959  | Patricia McGinley     |                   |                 |                       | |                                                                                      |
| 1960  | Twila Fleckton        |                   |                 |                       | |                                                                                      |
| 1961  | Pas de concours       | Pas de concours   | Pas de concours | Pas de concours       | Pas de concours |                                                                                      |
| 1962  | Pas de concours       | Pas de concours   | Pas de concours | Pas de concours       | Pas de concours |                                                                                      |
| 1963  | Pas de concours       | Pas de concours   | Pas de concours | Pas de concours       | Pas de concours |                                                                                      |
| 1964  | Pas de concours       | Pas de concours   | Pas de concours | Pas de concours       | Pas de concours |                                                                                      |
| 1965  | Patricia Dodge        |                   |                 |                       | |                                                                                      |
| 1966  | Judy Ann Slayton      |                   |                 | 3e dauphine           | 3e dauphine à Miss American Beauty 1965 (en)                                                                                   |                                                                                      |
| 1967  | Jacqueline Linder     |                   |                 |                       | |                                                                                      |
| 1968  | Jewel Chrstensen      |                   |                 |                       | |                                                                                      |
| 1969  | Beckee Benz           |                   |                 |                       | |                                                                                      |
| 1970  | Nancy Jean Perry      | Minot             |                 |                       | |                                                                                      |
| 1971  | Joanne Engel          |                   |                 |                       | |                                                                                      |
| 1972  | Gail Schmeichel       |                   |                 |                       | |                                                                                      |
| 1973  | Barbara Lundien       |                   |                 |                       | |                                                                                      |
| 1974  | Judith Waltz          |                   |                 |                       | |                                                                                      |
| 1975  | Renae Saville         |                   |                 |                       | |                                                                                      |
| 1976  | Linda Paulson         | Bowman            |                 |                       | Mère de Kirsten Norderhaug, Miss Wisconsin Teen USA 2010 (en)                                                                  |                                                                                      |
| 1977  | Barbara Redlin        | Ellendale         |                 |                       | |                                                                                      |
| 1978  | Theresa Olson         | Fargo             |                 |                       | |                                                                                      |
| 1979  | Renae Hermanson       | Crosby            |                 |                       | |                                                                                      |
| 1980  | Kim Thompson          | Minot             |                 |                       | |                                                                                      |
| 1981  | Laurie Saarinen       | Jamestown         |                 |                       | Sera élue Miss Minnesota 1982 (en)                                                                                             |                                                                                      |
| 1982  | Tammy Martinson       | Lansford          |                 |                       | |                                                                                      |
| 1983  | Elizabeth Jaeger      | Fargo             |                 | 4e dauphine           | Sera élue Miss Dakota du Nord 1985 (en)                                                                                        |                                                                                      |
| 1984  | Suzanne Lewis         | Fargo             |                 |                       | |                                                                                      |
| 1985  | Regina Schatz         | Linton            |                 |                       | |                                                                                      |
| 1986  | Beth Remmick          | Minot             |                 |                       | |                                                                                      |
| 1987  | Shelley Gangness      | Fargo             |                 |                       | |                                                                                      |
| 1988  | Kate Sevde            | Williston         |                 |                       | |                                                                                      |
| 1989  | Carla Christofferson  | Tolna             |                 |                       | Auparavant quatrième finaliste à Miss Dakota du Nord (en) 1987 et 1988, gagnante de la compétition en maillot de bain de 1987. |                                                                                      |
| 1990  | Kari Larson           |                   |                 |                       | Avait été élue Miss Dakota du Nord Teen USA 1984 (en) ; atteint le top 10 à Miss Teen USA 1984                                 |                                                                                      |
| 1991  | Mischelle Chistensen  |                   |                 |                       | |                                                                                      |
| 1992  | Camie Fladeland       |                   |                 |                       | |                                                                                      |
| 1993  | Jennifer Seminary     | Fargo             |                 |                       | Avait été élue Miss Dakota du Nord Teen USA 1988 (en)                                                                          |                                                                                      |
| 1994  | Amy Lantz             |                   |                 |                       | |                                                                                      |
| 1995  | Jean Stallmo          |                   |                 |                       | |                                                                                      |
| 1996  | Juliette Spier        |                   | 20 ans          | Finaliste du top 6    | Avait été élue Miss Dakota du Nord Teen USA 1992 (en)                                                                          |                                                                                      |
| 1997  | Lauri Marie Gapp      | Fargo             | 25 ans          |                       | |                                                                                      |
| 1998  | Alison Nesemeier      | Casselton         |                 |                       | Avait été élue Miss Dakota du Nord Teen USA 1994 (en)                                                                          |                                                                                      |
| 1999  | Shayna Bank           |                   |                 |                       | |                                                                                      |
| 2000  | Amie Hoffner          | Minot             |                 |                       | |                                                                                      |
| 2001  | Michelle Guthmiller   | Palermo           |                 |                       | |                                                                                      |
| 2002  | Amy Elkins            | Riverdale         |                 |                       | |                                                                                      |
| 2003  | Samantha Edwards      | Fargo             | 23 ans          |                       | |                                                                                      |
| 2004  | Jennifer Smith        | Fargo             | 27 ans          |                       | Candidate à National Sweetheart 1998 (en)                                                                                      |                                                                                      |
| 2005  | Chrissa Miller (en)   | Bismarck          | 20 ans          |                       | |                                                                                      |
| 2006  | Kimberly Krueger (en) | Fargo             | 21 ans          |                       | |                                                                                      |
| 2007  | Rachel Mathson (en)   | Thief River Falls | 25 ans          |                       | |                                                                                      |
| 2008  | Stephanie Tollefson   | New Rockford      | 21 ans          |                       | Succède à Bethany Nesheim le 16 décembre 2007 car celle-ci emménage dans un autre état.                                        |                                                                                      |
| 2009  | Kelsey Erickson       | Grand Forks       | 22 ans          |                       | |                                                                                      |
| 2010  | Taylor Ellen Kearns   | Fargo             | 20 ans          |                       | Avait été élue Miss Dakota du Nord Teen USA 2007 (en)                                                                          |                                                                                      |
| 2011  | Brandi Schoenberg     | Mohall            | 26 ans          |                       | Avait été élue Miss Dakota du Nord Internationale 2007 ; 2e dauphine de Miss International 2007                                |                                                                                      |
| 2012  | Jaci Stofferahn       | Fargo             | 22 ans          |                       | Candidate à National Sweetheart 2009 (en)                                                                                      |                                                                                      |
| 2013  | Stephanie Erickson    | Fargo             | 23 ans          |                       | 4e dauphine de Miss Dakota du Nord USA 2010 et 4e dauphine de Miss Dakota du Nord 2012 (en)                                    |                                                                                      |
| 2014  | Audra Mari            | Fargo             | 20              | 1re dauphine          | | Participante à Miss North Dakota Teen USA 2011 et 1re dauphine à Miss Teen USA 2011. |
| 2015  | Molly Ketterling      | Elgin             | 20              |                       | |                                                                                      |
| 2016  | Halley Maas           | Grand Forks       | 22              |                       | |                                                                                      |
| 2017  | Raquel Wellentin      | Fargo             | 24              |                       | |                                                                                      |
| 2018  | Abigail Pogatshnik    | Bismarck          | 19              |                       | |                                                                                      |
| 2019  | Samantha Redding      | Burlington        | 22              |                       | |                                                                                      |
| 2020  | Macy Christianson     | Minot             | 23              |                       | |                                                                                      |
| 2021  | Caitlyn Vogel         | Minot             | 20              | 1re dauphine          | | Participante à Miss North Dakota Teen USA 2019 et 1re dauphine à Miss Teen USA 2019. |
| 2022  | SaNoah LaRocque       | Belcourt          | 25              |                       | |                                                                                      |
| 2023  | Monni Nyaribo         | Grand Forks       | 27              |                       | |                                                                                      |
| 2024  | Codi Miller           | Amidon            | 31              |                       | | Participante à Miss North Dakota Teen USA 2009                                       |
| 2025  | Olivia Redding        | Burlington        | 20              |                       | Sœur de Samantha Redding, Miss Dakota du Nord 2019                                                                             |                                                                                      |

A.  Âge de la candidate au moment de l’élection.